# Sancé (Saône-et-Loire)
Sancé település Franciaországban, Saône-et-Loire megyében. Lakosainak száma 2158 fő (2022. január 1.). Sancé Feillens, Vésines, Replonges, Hurigny és Mâcon községekkel határos.

## Népesség
A település népessége az elmúlt években az alábbi módon változott:
| Lakosok száma | 1868 | 1932 | 2032 | 2033 | 2134 | 2150 | 2181 | 2165 | 2158 |
|               | 2013 | 2015 | 2016 | 2017 | 2018 | 2019 | 2020 | 2021 | 2022 |